# Georg Wolfgang Kraft
Georg Wolfgang Krafft, também conhecido como Georgius Wolfgangus Krafftius (Tuttlingen, 15 de julho de 1701 — Tübingen, 12 de junho de 1754) foi um físico alemão.

## Vida
Seu pai, Johann Jacob Krafft (1679–1762) foi pastor em Tuttlingen e responsável por sua alfabetização inicial.

## Obras
- Dissertatio Geometrica de problematibus aliquot conicis per analysin concinne solvendis
- Experimentorum physicorum brevis descriptio, Petersburg, 1738
- Demonstrationes duorum theorematum geometricorum
- Kurtze Einleitung zur theoretischen Geometrie, Petersburg 1740
- Brevis introductio ad geometriam theoreticam, Petersburg, 1740
- Description de la maison de glace construite St Pétersbourg en 1740, avec quelques remarques sur le froid en général, 1741
- De atmosphaera solis, dissertationes duae, Tübingen, 1746
  - → Mairan Traité des aurores boréales, (Voy. les Mém. de l'Acad. des sciences, ann. 1747.)
- Praelectiones academicae publica in physicam theoriticam, Tübingen, 1750
- Institutiones geometriae sublimioris, Tübingen, 1753
- Institutiones geometriae sublimioris, ibid., 1753
- Observationes Meteorologicae factae Tubingae, annis 1747, 1748 et 1749